# 伯恩茅斯站
伯恩茅斯站（英語：Bournemouth railway station）是位於英國英格蘭多塞特郡伯恩茅斯的火車站。於1885年7月20日啟用；曾被稱為伯恩茅斯東站（1885年至1899年）、伯恩茅斯中央站（1899年至1967年）。長期以來，該站一直被視為倫敦滑鐵盧站至韋茅斯的主要停靠站。